# Polská hudební hitparáda
Polská hudební hitparáda představuje dvě albové a sedm singlových oficiálních hudebních hitparád v Polsku zveřejňovaných ZPAV (Polskou společností fonografického průmyslu; Związek Producentów Audio Video). První hitparádou je Top 100, vydávaná každý měsíc na základě dat z hudebních vydadatelství. Druhou je OLIS, každotýdenně aktualizovaná na základě prodejnosti alb.

## AirPlay – Top
AirPlay – Top je vydávána společností Nielsen Music Control Airplay Services. Pět nejvyšších míst je zveřeňováno každý týden na oficiální internetové stránce Nielsen Music.

## Žebříčky
Od roku 2010 ZPAV zveřejňuje rozšířenou verzi Polish Airplay na svých oficiálních stránkách:
- AirPlay – Top – nejhranější skladby na polských hudebních radiových a televizních stanicích
- Video Chart – nejhranější videoklipy na stanicích MTV Polska, VIVA Polska, VH1 Polska a 4fun.tv
- Club Chart – nejhranější skladby v klubech
- Airplay Chart – New – nejhranější nové singly posledního týdne
- Airplay Chart – Up! – největší skok na žebříčku posledního týdne
- Top Store Chart 50 – nejhranější skladby v hudebních obchodech